# The BQE (саундтрек)
| Совокупная оценка | Совокупная оценка |
| Источник          | Оценка            |
| ----------------- | ----------------- |
| AnyDecentMusic?   | 6.9/10            |
| Metacritic        | 73/100            |
| Оценки критиков   |                   |
| Источник          | Оценка            |
| AllMusic          | [ 4 ]             |
| Drowned in Sound  | 7/10              |
| NME               | 9/10              |
| Pitchfork         | 7.4/10            |
| Slant Magazine    | [ 8 ]             |

The BQE — саундтрек американского автора-исполнителя и мультиинструменталиста Суфьяна Стивенса, изданный 20 октября 2009 года на студии Asthmatic Kitty. The BQE — это художественное исследование Нью-Йоркской дороги Бруклин-Квинс Экспрессвей (Brooklyn-Queens Expressway, через северный Бруклин и Квинс), выполненное Суфьяном Стивенсом.

## Об альбоме
Изначально проект был представлен в виде живого шоу, состоявшегося 1—3 ноября 2007 года. Шоу состояло из оригинального фильма, снятого и написанного Стивенсом, в сопровождении оркестра, исполнявшего живой саундтрек.
Запись альбома была сделана после репетиций шоу. Она была записана вживую во время однодневной сессии в оркестровом зале A509 студии Legacy Studios (в настоящее время закрыта и снесена), когда большинство участников группы находились в одной большой комнате.
Мультимедийный пакет The BQE был выпущен 20 октября 2009 года. Комплект состоит из CD с саундтреком к шоу, DVD с кадрами Brooklyn-Queen Expressway, сопровождавшими оригинальное выступление (не фильм самого выступления), 40-страничного буклета с примечаниями и фотографиями, а также стереоскопического 3D View-Master ролика. Также существует лимитированная версия, включающая саундтрек на 180-граммовом виниле и 40-страничный комикс на тему BQE с участием женщин-хула-хуппинг шоу, The Hooper Heroes.
Что касается «BQE», Стивенс сказал:
«Я хотел создать не личное, не повествовательное произведение. Я старался максимально уменьшить свое личное участие и отказался от одной из своих сильных сторон — песни. Я отказывался от своего величайшего оружия».
Альбом получил в основном положительные отзывы критиков.

## Список композиций
| №                   | Название                                                  | Длительность |
| ------------------- | --------------------------------------------------------- | ------------ |
| 1.                  | «Prelude on the Esplanade»                                | 2:56         |
| 2.                  | «Introductory Fanfare for the Hooper Heroes»              | 1:07         |
| 3.                  | «Movement I: In the Countenance of Kings»                 | 5:19         |
| 4.                  | «Movement II: Sleeping Invader»                           | 4:34         |
| 5.                  | «Interlude I: Dream Sequence in Subi Circumnavigation»    | 3:33         |
| 6.                  | «Movement III: Linear Tableau with Intersecting Surprise» | 4:09         |
| 7.                  | «Movement IV: Traffic Shock»                              | 3:24         |
| 8.                  | «Movement V: Self-Organizing Emergent Patterns»           | 3:45         |
| 9.                  | «Interlude II: Subi Power Waltz»                          | 0:28         |
| 10.                 | «Interlude III: Invisible Accidents»                      | 0:54         |
| 11.                 | «Movement VI: Isorhythmic Night Dance with Interchanges»  | 3:17         |
| 12.                 | «Movement VII (Finale): The Emperor of Centrifuge»        | 3:51         |
| 13.                 | «Postlude: Critical Mass»                                 | 2:59         |
| Общая длительность: | Общая длительность:                                       | 40:16        |

| №                   | Название                  | Длительность |
| ------------------- | ------------------------- | ------------ |
| 14.                 | «The Sleeping Red Wolves» | 4:23         |
| Общая длительность: | Общая длительность:       | 44:39        |

## Хит-парады
| Чарт (2009)                        | Высшая позиция |
| ---------------------------------- | -------------- |
| США (Billboard 200)                | 171            |
| США (Billboard Independent Albums) | 18             |